# Laver Cup
A Laver Cup é um torneio de tênis profissional masculino por equipes, com sede itinerante. Os times são os mesmos: Mundo (composto por jogadores não-europeus) e Europa. Realizado anualmente, o mandante é alternado, com o local de disputa sendo uma vez na Europa, e outra fora da Europa.
Os jogos são disputados em quadras duras cobertas durante o mês de setembro.

## História
O nome do evento se dá em homenagem ao australiano Rod Laver, considerado um dos maiores tenistas da história (é o único homem na era aberta a conquistar os quatro torneios do Grand Slam no mesmo ano). Para criar a Laver Cup, A TEAM8, companhia de gestão de Roger Federer, o empresário brasileiro e ex-jogador da Copa Davis Jorge Paulo Lemann e a Federação Australiana de Tênis (Tennis Australia) firmaram parceria.
A Laver Cup se tornou oficialmente parte do calendário da ATP na terceira edição, em 2019.

## Formato
- Seis tenistas europeus e seis não-europeus são convidados para jogar entre si, baseados nos rankings de simples;
- Cada equipe tem um capitão e um vice-capitão, considerados lendas do tênis;

- O evento conta com até doze jogos, dividido em três dias;
- Em cada dia, são jogados três partidas de simples e uma de duplas;
- No primeiro dia, cada vitória fornece 1 ponto; no segundo, 2; no terceiro, 3 para o placar geral. O time que completar 13 conquista o título, que só será decidido no 3º dia;
- Os jogos são no melhor de três sets, com match tiebreak (disputa de 10 pontos) no terceiro set, se for necessário;
- Se o confronto chegar ao placar geral de 12–12, uma quinta partida, chamada The Decider, é disputada no dia 3;
- O Decider é composto de apenas um set regular, sem vantagem e com tiebreak;
- Caso o confronto seja muito desequilibrado, terminando no primeiro jogo de domingo – como em 2021 –, uma disputa, não valendo nada, ocorrerá após a cerimônia do troféu;

- Cada tenista pode disputar até 2 jogos de simples;
- Pelo menos quatro dos seis membros da equipe jogam duplas;
  - Um jogador da equipe, especialista em duplas, pode jogar as três partidas com um parceiro diferente.

## Finais
| Ano                                                         | Campeão     | Vice-campeão | Resultado |
| ----------------------------------------------------------- | ----------- | ------------ | --------- |
| 2024                                                        | Time Europa | Time Mundo   | 13–11     |
| 2023                                                        | Time Mundo  | Time Europa  | 13–2      |
| 2022                                                        | Time Mundo  | Time Europa  | 13–8      |
| 2021                                                        | Time Europa | Time Mundo   | 14–1      |
| Torneio não realizado em 2020 devido à pandemia de COVID-19 |             |              |           |
| 2019                                                        | Time Europa | Time Mundo   | 13–11     |
| 2018                                                        | Time Europa | Time Mundo   | 13–8      |
| 2017                                                        | Time Europa | Time Mundo   | 15–9      |

## Estatísticas

### Por equipe
| Time        | Partidas (pontos) vencidas | Partidas (pontos) vencidas | Partidas (pontos) vencidas | Partidas (pontos) vencidas | Partidas (pontos) vencidas | Partidas (pontos) vencidas | Partidas (pontos) vencidas | Partidas (pontos) vencidas | Partidas (pontos) vencidas | Partidas (pontos) vencidas | Partidas (pontos) vencidas | Partidas (pontos) vencidas | Laver Cups vencidas |
| Time        | Dia 1 (1 ponto)            | Dia 1 (1 ponto)            | Dia 1 (1 ponto)            | Dia 2 (2 pontos)           | Dia 2 (2 pontos)           | Dia 2 (2 pontos)           | Dia 3 (3 pontos)           | Dia 3 (3 pontos)           | Dia 3 (3 pontos)           | Total                      | Total                      | Total                      | Laver Cups vencidas |
| Time        | Simples                    | Duplas                     | Total                      | Simples                    | Duplas                     | Total                      | Simples                    | Duplas                     | Total                      | Simples                    | Duplas                     | Total                      | Laver Cups vencidas |
| ----------- | -------------------------- | -------------------------- | -------------------------- | -------------------------- | -------------------------- | -------------------------- | -------------------------- | -------------------------- | -------------------------- | -------------------------- | -------------------------- | -------------------------- | ------------------- |
| Time Europa | 13 (13)                    | 1 (1)                      | 14 (14)                    | 12 (24)                    | 3 (6)                      | 15 (30)                    | 6 (18)                     | 1 (3)                      | 7 (21)                     | 31 (55)                    | 5 (10)                     | 36 (65)                    | 4                   |
| Time Mundo  | 5 (5)                      | 5 (5)                      | 10 (10)                    | 6 (12)                     | 3 (6)                      | 9 (18)                     | 4 (12)                     | 5 (15)                     | 9 (27)                     | 15 (29)                    | 13 (26)                    | 28 (55)                    | 2                   |

### Por capitão
| Capitão      | Time   | Nac.           | Primeira vez | Última vez | Laver Cups | Laver Cups |
| Capitão      | Time   | Nac.           | Primeira vez | Última vez | Ap.        | Venc.      |
| ------------ | ------ | -------------- | ------------ | ---------- | ---------- | ---------- |
| Björn Borg   | Europa | Suécia         | 2017         | 2023       | 6          | 4          |
| Jonh McEnroe | Mundo  | Estados Unidos | 2017         | 2023       | 6          | 2          |

### Por país
| Nação          | Equipe | 2017 | 2018 | 2019 | 2021 | 2022 | 2023 | Total | Jogadores |
| -------------- | ------ | ---- | ---- | ---- | ---- | ---- | ---- | ----- | --------- |
| África do Sul  | Mundo  | –    | 1    | –    | –    | –    | –    | 1     | 1         |
| Alemanha       | Europa | 1    | 1    | 1    | 1    | –    | –    | 4     | 1         |
| Argentina      | Mundo  | –    | 1    | –    | 1    | 1    | 1    | 4     | 2         |
| Austrália      | Mundo  | 1    | 1    | 1    | 1    | 1    | –    | 5     | 2         |
| Áustria        | Europa | 1    | –    | 1    | –    | –    | –    | 2     | 1         |
| Bélgica        | Europa | –    | 1    | –    | –    | –    | –    | 1     | 1         |
| Bulgária       | Europa | –    | 1    | –    | –    | –    | –    | 1     | 1         |
| Canadá         | Mundo  | 1    | –    | 2    | 2    | 1    | 1    | 7     | 3         |
| Chéquia        | Europa | 1    | –    | –    | –    | –    | –    | 1     | 1         |
| Croácia        | Europa | 1    | –    | –    | –    | –    | –    | 1     | 1         |
| Espanha        | Europa | 1    | –    | 1    | –    | 1    | 1    | 4     | 2         |
| Estados Unidos | Mundo  | 4    | 3    | 3    | 2    | 3    | 4    | 19    | 8         |
| França         | Europa | –    | –    | –    | –    | –    | 2    | 2     | 2         |
| Grécia         | Europa | –    | –    | 1    | 1    | 1    | –    | 3     | 1         |
| Itália         | Europa | –    | –    | 1    | 1    | 1    | –    | 3     | 2         |
| Noruega        | Europa | –    | –    | –    | 1    | 1    | 1    | 3     | 1         |
| Polónia        | Europa | –    | –    | –    | -    | -    | 1    | 1     | 1         |
| Reino Unido    | Europa | –    | 1    | –    | –    | 2    | –    | 3     | 3         |
| Rússia         | Europa | –    | –    | –    | 2    | –    | 1    | 3     | 2         |
| Sérvia         | Europa | –    | 1    | –    | –    | 1    | –    | 2     | 1         |
| Suíça          | Europa | 1    | 1    | 1    | –    | 1    | –    | 4     | 1         |

### Por jogador
|  | Aposentado |

| Jogador                     | Time   | Nac.           | Primeira vez | Última vez | Laver Cups | Laver Cups | Partidas | Vitórias–Derrotas | Vitórias–Derrotas | Vitórias–Derrotas | Vitórias–Derrotas | Pontos  | Pontos | Pontos |
| Jogador                     | Time   | Nac.           | Primeira vez | Última vez | Ap.        | Vit.       | Partidas | Simples           | Duplas            | Total             | Vitória%          | Simples | Duplas | Total  |
| --------------------------- | ------ | -------------- | ------------ | ---------- | ---------- | ---------- | -------- | ----------------- | ----------------- | ----------------- | ----------------- | ------- | ------ | ------ |
| Kevin Anderson              | Mundo  | África do Sul  | 2018         | 2018       | 1          | 0          | 3        | 1–1               | 1–0               | 2–1               | 67%               | 2–3     | 1–0    | 3–3    |
| Félix Auger-Aliassime       | Mundo  | Canadá         | 2021         | 2023       | 3          | 2          | 6        | 2–2               | 2–0               | 4–2               | 67%               | 4–3     | 5–0    | 9–3    |
| Tomáš Berdych               | Europa | Chéquia        | 2017         | 2017       | 1          | 1          | 3        | 0–1               | 0–2               | 0–3               | 0%                | 0–2     | 0–4    | 0–6    |
| Matteo Berrettini           | Europa | Itália         | 2021         | 2022       | 2          | 1          | 5        | 2–0               | 1–2               | 3–2               | 60%               | 3–0     | 2–4    | 5–4    |
| Francisco Cerúndolo         | Mundo  | Argentina      | 2023         | 2023       | 1          | 1          | 1        | 1–0               | 0–0               | 1–1               | 100%              | 1–0     | 0–0    | 1–0    |
| Marin Čilić                 | Europa | Croácia        | 2017         | 2017       | 1          | 1          | 2        | 1–0               | 0–1               | 1–1               | 50%               | 1–0     | 0–3    | 1–3    |
| Alex de Minaur              | Mundo  | Austrália      | 2022         | 2022       | 1          | 1          | 2        | 1–0               | 0–1               | 1–1               | 50%               | 1–0     | 0–2    | 1–2    |
| Alejandro Davidovich Fokina | Europa | Espanha        | 2023         | 2023       | 1          | 0          | 1        | 0–1               | 0–0               | 0–1               | 0%                | 0–1     | 0–0    | 0–1    |
| Grigor Dimitrov             | Europa | Bulgária       | 2018         | 2018       | 1          | 1          | 2        | 1–0               | 0–1               | 1–1               | 50%               | 1–0     | 0–2    | 1–2    |
| Novak Djokovic              | Europa | Sérvia         | 2018         | 2022       | 2          | 1          | 5        | 1–2               | 1–1               | 2–3               | 40%               | 2–5     | 2–1    | 4–6    |
| Kyle Edmund                 | Europa | Reino Unido    | 2018         | 2018       | 1          | 1          | 1        | 1–0               | 0–0               | 1–0               | 100%              | 1–0     | 0–0    | 1–0    |
| Roger Federer               | Europa | Suíça          | 2017         | 2022       | 4          | 3          | 12       | 6–0               | 2–4               | 8–4               | 67%               | 15–0    | 3–8    | 18–8   |
| Arthur Fils                 | Europa | França         | 2023         | 2023       | 1          | 0          | 2        | 0–1               | 0–1               | 0–2               | 0%                | 0–1     | 0–1    | 0–2    |
| Fabio Fognini               | Europa | Itália         | 2019         | 2019       | 1          | 1          | 1        | 0–1               | 0–0               | 0–1               | 0%                | 0–1     | 0–0    | 0–1    |
| Taylor Fritz                | Mundo  | Estados Unidos | 2019         | 2023       | 3          | 2          | 4        | 3–1               | 0–0               | 3–1               | 75%               | 7–1     | 0–0    | 7–1    |
| David Goffin                | Europa | Bélgica        | 2018         | 2018       | 1          | 1          | 2        | 1–0               | 0–1               | 1–1               | 50%               | 1–0     | 0–2    | 1–2    |
| Hubert Hurkacz              | Europa | Polónia        | 2023         | 2023       | 1          | 0          | 3        | 0–1               | 0–2               | 0–3               | 0%                | 0–2     | 0–5    | 0–7    |
| John Isner                  | Mundo  | Estados Unidos | 2017         | 2021       | 4          | 0          | 12       | 2–5               | 4–1               | 6–6               | 50%               | 5–11    | 10–2   | 15–13  |
| Nick Kyrgios                | Mundo  | Austrália      | 2017         | 2021       | 4          | 0          | 9        | 1–4               | 3–1               | 4–5               | 44%               | 2–9     | 5–2    | 7–11   |
| Daniil Medvedev             | Europa | Rússia         | 2021         | 2021       | 1          | 1          | 1        | 1–0               | 0–0               | 1–0               | 100%              | 2–0     | 0–0    | 2–0    |
| Gaël Monfils                | Europa | França         | 2023         | 2023       | 1          | 0          | 2        | 0–1               | 0–1               | 0–2               | 0%                | 0–1     | 0–2    | 0–3    |
| Andy Murray                 | Europa | Reino Unido    | 2022         | 2022       | 1          | 0          | 2        | 0–1               | 0–1               | 0–2               | 0%                | 0–1     | 0–3    | 0–4    |
| Rafael Nadal                | Europa | Espanha        | 2017         | 2022       | 3          | 2          | 7        | 2–1               | 1–3               | 3–4               | 43%               | 4–3     | 2–4    | 6–7    |
| Cameron Norrie              | Europa | Reino Unido    | 2022         | 2022       | 1          | 0          | 1        | 0–1               | 0–0               | 0–1               | 0%                | 0–2     | 0–0    | 0–2    |
| Reilly Opelka               | Mundo  | Estados Unidos | 2021         | 2021       | 1          | 0          | 2        | 0–1               | 0–1               | 0–2               | 0%                | 0–1     | 0–3    | 0–4    |
| Tommy Paul                  | Mundo  | Estados Unidos | 2023         | 2023       | 1          | 1          | 2        | 0–1               | 1–0               | 1–1               | 50%               | 0–2     | 1–0    | 1–2    |
| Sam Querrey                 | Mundo  | Estados Unidos | 2017         | 2017       | 1          | 0          | 3        | 0–2               | 0–1               | 0–3               | 0%                | 0–5     | 0–2    | 0–7    |
| Milos Raonic                | Mundo  | Canadá         | 2019         | 2019       | 1          | 0          | 2        | 0–2               | 0–0               | 0–2               | 0%                | 0–5     | 0–0    | 0–5    |
| Andrey Rublev               | Europa | Rússia         | 2021         | 2023       | 2          | 1          | 6        | 1–1               | 2–2               | 3–3               | 50%               | 1–2     | 5–4    | 6–6    |
| Casper Ruud                 | Europa | Noruega        | 2021         | 2023       | 3          | 1          | 3        | 3–0               | 0–0               | 3–0               | 100%              | 4–0     | 0–0    | 4–0    |
| Diego Schwartzman           | Mundo  | Argentina      | 2018         | 2022       | 3          | 1          | 3        | 0–3               | 0–0               | 0–3               | 0%                | 0–3     | 0–0    | 0–3    |
| Denis Shapovalov            | Mundo  | Canadá         | 2017         | 2021       | 3          | 0          | 6        | 0–3               | 1–2               | 1–5               | 17%               | 0–4     | 1–4    | 1–8    |
| Ben Shelton                 | Mundo  | Estados Unidos | 2023         | 2023       | 1          | 1          | 3        | 1–0               | 2–0               | 3–0               | 100%              | 1–0     | 5–0    | 6–0    |
| Jack Sock                   | Mundo  | Estados Unidos | 2017         | 2022       | 4          | 1          | 16       | 1–3               | 9–3               | 10–6              | 63%               | 1–4     | 19–5   | 20–9   |
| Dominic Thiem               | Europa | Áustria        | 2017         | 2019       | 2          | 2          | 3        | 2–1               | 0–0               | 2–1               | 67%               | 2–3     | 0–0    | 2–3    |
| Frances Tiafoe              | Mundo  | Estados Unidos | 2017         | 2023       | 4          | 2          | 8        | 2–3               | 3–0               | 5–3               | 63%               | 5–4     | 5–0    | 10–4   |
| Stefanos Tsitsipas          | Europa | Grécia         | 2019         | 2022       | 3          | 2          | 7        | 3–1               | 1–2               | 4–3               | 57%               | 4–3     | 2–5    | 6–8    |
| Alexander Zverev            | Europa | Alemanha       | 2017         | 2021       | 4          | 4          | 11       | 6–1               | 2–2               | 8–3               | 73%               | 14–2    | 4–4    | 18–6   |

## Recordes dos jogadores
| Recorde                                                 | Recorde | Jogadores(es)                                                    |
| ------------------------------------------------------- | ------- | ---------------------------------------------------------------- |
| Mais participações                                      | 4       | Roger Federer John Isner Nick Kyrgios Jack Sock Alexander Zverev |
| Mais Laver Cups vencidas                                | 4       | Alexander Zverev                                                 |
| Mais partidas disputadas                                | 16      | Jack Sock                                                        |
| Mais partidas em simples vencidas                       | 6       | Roger Federer Alexander Zverev                                   |
| Mais partidas em duplas vencidas                        | 9       | Jack Sock                                                        |
| Mais partidas vencidas                                  | 10      | Jack Sock                                                        |
| Melhor percentual de vitória (mínimo 5 paridas)         | 73%     | Alexander Zverev                                                 |
| Mais pontos em simples vencidos                         | 15      | Roger Federer                                                    |
| Mais pontos em duplas vencidos                          | 19      | Jack Sock                                                        |
| Mais pontos vencidos                                    | 20      | Jack Sock                                                        |
| Melhor performance em uma edição (mais pontos vencidos) | 7–0     | Roger Federer (2017)                                             |